# NGC 7235
NGC 7235 ist ein sehr junger, galaktischer offener Sternhaufen im Sternbild Kepheus. NGC 7235 hat eine Winkelausdehnung von 4′ × 4′ und eine scheinbare Helligkeit von 7,7 mag.
Der Sternhaufen wurde erstmals am 16. Oktober 1787 von Wilhelm Herschel beschrieben.